# Šťovík bahenní

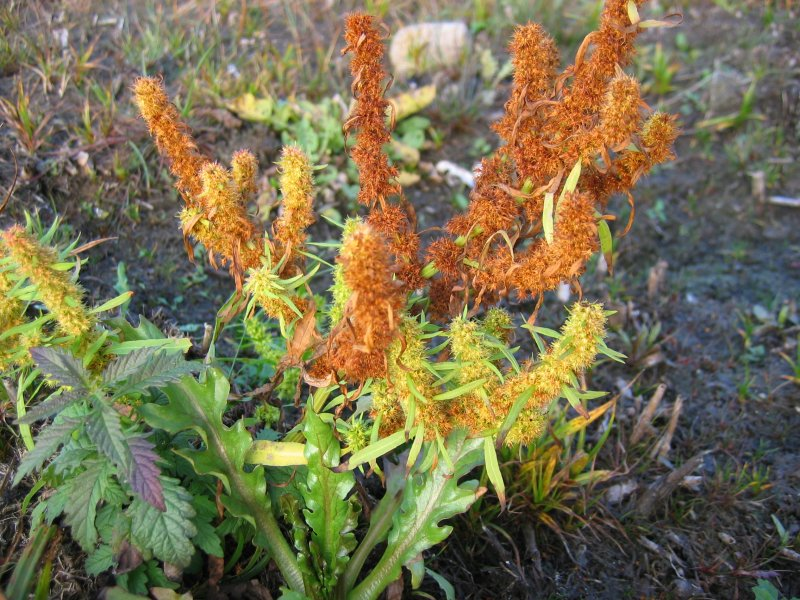
Květenství se zrajícími semeny v krovkách

Šťovík bahenní (Rumex palustris) je středně vysoká, jednoletá, vlhkomilná rostlina, druh z rodu šťovík. Je sice původní rostlinou české krajiny, ale v současnosti ji lze spatřit jen vzácně, je považována za ohroženou vyhynutím.

## Výskyt
Druh je rozšířen ve většině evropských zemí, v západní Asii a severní Africe. Dostal se též do Severní Ameriky. Běžnou rostlinou je v evropských a asijských oblastech okolo Středozemního moře, jinak je poměrně vzácný a v mnoha zemích je na ústupu.
V České republice byl šťovík bahenní po několik desítek let znám pouze z nemnoha lokalit na jihovýchodní Moravě. V závěru 20. století však byl nově zjištěn i v Čechách a to na březích Labe na okraji Ústí nad Labem a v odkalovacích nádržích papíren ve Štětí. Přibližně ve stejné době byl nově zpozorován v usazovacích nádržích cukrovaru v Kojetíně, po jeho zrušení a před zavážkou místa byla semena tamního šťovíku bahenního přenesena do usazovacích nádrží cukrovarů v Prosenicích a ve Vrbátkách a zdá se, že se přenos podařil a rostliny na nových místech porostou.

## Ekologie
Výskyt šťovíku bahenního je vázán na slaná a vlhká stanoviště bohatá na živiny, zejména dusík. Obvykle roste v teplých nížinách na ruderalizovaných slaniskách a mokřinách, na březích pomalu tekoucích vodních toků či nádrží, okolo čistíren odpadních vod, skládek, hnojišť i kalových jímek.
Šťovík se rozmnožuje výhradně semeny, která po vysetí klíčí z části na podzim a z části až na jaře. Mladé semenáčky, které vyrostou již na podzim, vytvoří listovou růžici, která přezimuje a teprve dalším rokem se vyvine květná lodyha. Většina semen ale klíčí až po oteplení na jaře.

## Popis
Jednoletá až dvouletá, 30 až 100 cm vysoká rostlina se vzpřímenou lodyhou. Přízemní listy v růžici i střídavé listy lodyžní mají čepele lysé, úzké, podlouhle kopinaté, na bázi klínovité a po obvodě celokrajné a někdy slabě vlnité. Listy bývají dlouhé 15 až 30 cm a široké 2 až 6 cm, vrchol mají špičatý a v horní části lodyhy přecházejí v listeny.
Květy vytvářejí bohaté lichopřesleny, rostoucí z paždí listů a zabírající asi polovinu délky lodyhy. Spodní květenství bývají navzájem oddálená, horní naopak sblížená a v době zrání plodů se jejich barva změní ze zelené na červenavou. Oboupohlavné květy na tenkých stopkách jsou nahloučeny po 15 až 25 v hustých přeslenech. Šest okvětních lístků vyrůstá po třech ve dvou kruzích, vnitřní lístky jsou větší, úzce trojúhelníkovité, 3 mm dlouhé a 1,5 mm široké a vytvářejí okolo plodu krovky se třemi mozolky. Květy rozkvétají od července do počátku září, opylovány jsou převážně anemogamicky. Plody jsou světlé hnědé nažky, asi 1,5 mm dlouhé, které jsou rozšiřovány hydrochoricky a zoochoricky. Ploidie druhu je 2n = 60.

## Ohrožení
Výskyt šťovíku bahenního v ČR je dlouhodobě označován jako velice řídký a snadno zranitelný. V současnosti se jeho početní stavy pomalu zvyšují a již mu přímé nebezpečí vyhynutí nehrozí. Jestliže byl podle „Černého a červeného seznamu cévnatých rostlin České republiky z roku 2000“ (Procházka) považován za druh kriticky ohrožený (C1), o desetiletí později je v „Červeném seznamu cévnatých rostlin České republiky z roku 2012“ (Grulich) považován pouze za druh silně ohrožený (C2b).